# Айдахо Фолс
Айдахо Фолс (на английски: Idaho Falls в превод „Водопади Айдахо“) е град в щата Айдахо, САЩ. Айдахо Фолс е с население от 50 730 жители (2000) и обща площ от 45 км² (17,40 мили²). Основан е през 1864 г., а получава статут на град през 1891 г.

## Побратимени градове
- Токай, Япония